# A. O. Scott

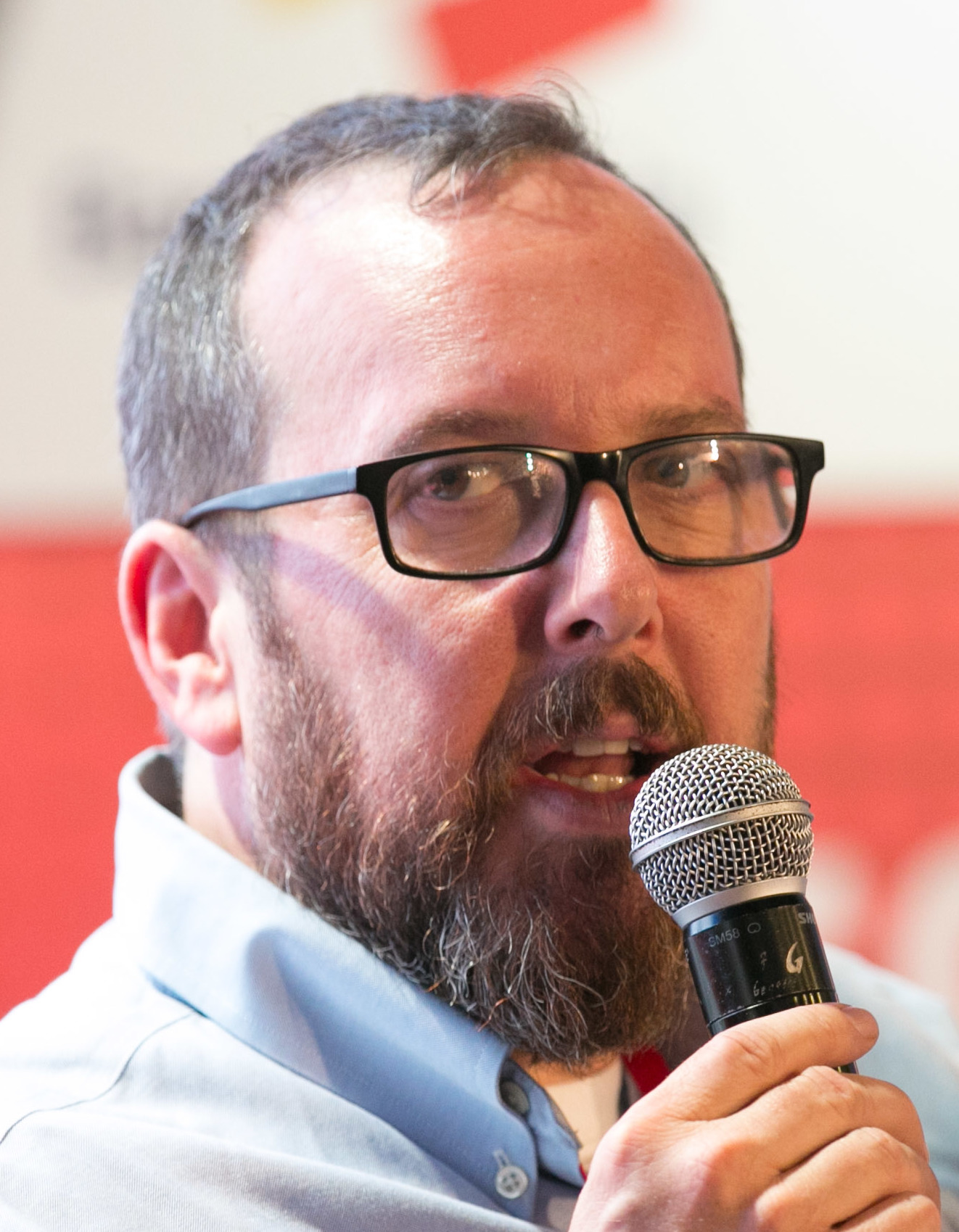
Scott (2016)

Anthony Oliver Scott (* 10. Juli 1966 in Northampton, Massachusetts) ist ein US-amerikanischer Filmkritiker und Journalist. Bis März 2023 war er gemeinsam mit Manohla Dargis Cheffilmkritiker bei der New York Times. In 23 Jahren rezensierte er über 2.200 Filme für die Zeitung. Seitdem ist er als Literaturkritiker bei der New York Times Book Review tätig.

## Leben
Anthony Oliver Scott wurde als Sohn zweier Historiker geboren. So ist seine Mutter Joan Wallach Scott Geschichtsprofessorin am Institute for Advanced Study und sein Vater Donald Scott Geschichtsprofessor an der City University of New York. Außerdem ist er ein Großneffe des Schauspielers Eli Wallach. Scott besuchte mehrere Privatschulen in Providence, darunter auch die Classical High School, bevor er seinen Studienabschluss an der Harvard University mit Magna Cum Laude in Literaturwissenschaften machte. Ein anschließendes Promotionsstudium an der Johns Hopkins University brach er ab.
Danach begann Scott seine Karriere als professioneller Kritiker beim New York Review of Books, er war hierbei Assistent des Kritikers und Leiters des Magazins, Robert B. Silvers. Zusätzlich schrieb er für das Slate-Magazin und für Newsday Kritiken. Nachdem Janet Maslin Ende 1999 dem Chefposten der Filmkritik bei der New York Times abgegeben hatte, wechselte er im Januar 2000 dorthin. Als ihr Nachfolger Elvis Mitchell 2004 seinen Posten als Chef-Filmkritiker der New York Times abgab, übernahm er diesen gemeinsam mit Manohla Dargis. Im März 2023 beendete er seine Arbeit als Filmkritiker und kehrte zurück zum New York Review of Books, wo er hauptsächlich über Bücher schreibt. In einem Abschiedsinterview mit der New York Times kritisierte er die Entwicklung des amerikanischen Kinos in den letzten zwei Jahrzehnten, etwa im Hinblick auf Franchises und intoleranter Fanboy-Kultur, und begründete damit auch seinen Abschied von der hauptberuflichen Filmkritik.

## Schriften (Auswahl)
- Better Living Through Criticism: How to Think About Art, Pleasure, Beauty, and Truth. Penguin Press, New York 2016.
  - Kritik üben: die Kunst des feinen Urteils. Übersetzung Martin Pfeiffer. Carl Hanser, München 2017, ISBN 978-3-446-25467-1.